# 1308
1308 (MCCCVIII) var ett skottår som började en måndag i den julianska kalendern.

## Händelser

### Mars
- 3 mars – Fred sluts mellan kung Birger Magnusson och hans bröder Erik och Valdemar i och med dagtingan i Nyköping.
- 26 mars – Dagtingan ratificeras i Örebro.

### Maj
- 2 maj – Stillestånd sluts mellan Danmark och hertigarna Erik och Valdemar i och med Bergatraktaten.
- Någon gång mellan 2 maj och 29 augusti – Birger besegrar sina bröder i sjöslaget vid Kalvsund.

### Okänt datum
- Birger flyr till Danmark.
- Norges och Danmarks kungar anfaller Sverige för att återinsätta Birger på den svenska tronen.
- Bohus fästning börjar byggas av den norske kungen Håkon Magnusson.
- Biskop Nils Kettilsson utnämns till svensk ärkebiskop.
- Karl I Robert blir kung av Ungern.
- Prins Morikuni tillträder som den siste Kamakurashogunen

## Födda
- 2 maj – Johanna III av Burgund, fransk vasall.
- 26 juli – Stefan Uroš IV Dušan, kung av Serbien samt tsar över serber och greker.
- Niels Ebbesen, dansk nationalhjälte.

## Avlidna
- 1 februari – Herman III av Brandenburg, markgreve av Brandenburg-Salzwedel, stupad vid belägringen av Eldenburg.
- 8 november – Johannes Duns Scotus, skotsk teolog och filosof.